# Велика палата
Велика палата Јелисејских поља, познатија као Велика палата (француски: Grand Palais), је велика  изложбена хала и музејски комплекс и историјска локација, који се налази на Јелисејским пољима у 8. арондисману Париза, у Француској. Изградња Велике палате започета је 1897. године након рушења Индустријске палате као део припремних радова за Универзалну изложбу 1900. године, што је такође укључивало стварање суседних: Мале палате и Моста Александра III. Француско Министарство културе уврстило је од 2000. године на листу историјских споменика.
Конструкција је изграђена у стилу архитектуре лепих уметности, како је предавала Школа лепих уметности у Паризу. Зграда одражава укус покрета по украшеној декорацији камене фасаде, формалности тлоцрта и употреби техника које су у то време биле иновативне, као што су стаклени свод, структура од оквира од гвожђа и лаког челика и употреба армираног бетона.

## Историја
„Споменик који је Република посветила у славу француске уметности“, како указује њен педимент западног крила, одражавајући његову првобитну намену, смештај великих уметничких догађаја града Париза. Конкуренција за избор архитекте била је жестока и контраверзна и на крају је резултирала тиме да је уговор додељен групи од четири архитекте, Анри Деглан, Албер Луве, Албер Тома и Шарл Жиро, сваки са одвојеним подручјем одговорности.
Главни простор, дуг готово 240 метара, био је изграђен са гвозденим, челичним и стакленим засвођеним кровом, чинећи га последњим од великих прозирних структура инспирисаних лондонском Кристалном палатом које су биле неопходне за велика окупљања људи пре доба електричне енергије. Главни простор је првобитно био повезан са осталим деловима палате дуж осе исток-запад великим степеништем у стилу који комбинује класичну архитектуру и сецесију, али је унутрашњи распоред од тада донекле измењен.
Екстеријер ове масовне палате комбинује импозантну класичну камену фасаду са раскалашношћу гвоздених елемената сецесије, и један број алегоријских група статуа, укључујући радове вајара Пола Гаска, Камила Лефевра, Алфреда Бушеа, Алфонс-Амедеа Кордонијеа и Раула Верлеа. Монументална бронзана квадрига Жоржа Ресипона налази се на врху оба крила главне фасаде. Она на страни Јелисејских поља приказује Бесмртност која влада Временом, она на страни Сене - Хармонију која тријумфује над Нескладом.
Велика инаугурација догодила се 1. маја 1900. године, а од самог почетка палата је поред предвиђених уметничких изложби била место разних врста представа. То је укључивало такмичење у јахању које се одржавало годишње од 1901. до 1957. године, али је углавном било посвећено иновацијама и модерним предметима: аутомобилима, ваздухопловству, кућним апаратима и тако даље. Златно доба уметничких изложби као таквих трајало је тридесетак година, а последња се догодила 1947. године. Прва велика ретроспектива Анрија Матиса после његове смрти одржана је у Великој палати.
Конструкција је имала проблема који су започели и пре него што је завршена, углавном као резултат слегања проузрокованог падом нивоа воде. Градитељи су покушали да надокнаде ово слегање и тенденцију померања тла, потапањем потпорних стубова на чвршће тло, јер се градња није могла одложити. Ове мере су биле само делимично успешне. Даља штета настала је када је зграда већ била у употреби. Прекомерна сила примењена на структурне елементе током поставки одређених изложби, као што је Изложба аеронаутике, проузроковала је штету, као и киселинско отицање са изложби коња. Додатни проблеми због саме градње зграде открили су се током времена. На пример, различите брзине ширења и стезања између елемената ливеног гвожђа и челика омогућавају улазак воде, што доводи до корозије и даљег слабљења. Када је коначно један од стаклених плафонских панела пао 1993. године, главни простор је морао бити затворен због рестаураторских радова и палата је за јавност у потпуности поново отворена тек 2007. године.

## Ратно време и палата
Палата је током Првог светског рата служила као војна болница, запошљавајући локалне уметнике који нису били распоређени на фронту да украшавају болничке собе или израђују калупе за протетичке удове.
Нацисти су користили Палату током окупације Француске у Другом светском рату. Прво су је користили као складиште камиона, а одржали су и две изложбе нацистичке пропаганде.
Париски отпор је искористио Велику палату као седиште током Ослобођења Париза. 23. августа 1944. са прозора су пуцали на немачку колону, а Немци су тенковским нападом на Палату одговорили. Напад је запалио сено које је било постављено за циркуску представу, а током следећих 48 сати густи црни дим из ватре нанео је озбиљну штету на згради. До 26. августа, ту су били паркирани амерички џипови, уз тенкове француске 2. оклопне дивизије, довршавајући ослобађање зграде. 

## Велика палата данас
У Великој палати се налази велика полицијска станица чији службеници помажу у заштити изложених експоната у Националним галеријама Велике палате, посебно на изложбама слика „салонима“: Салон националног друштва лепих уметности, Јесењи салон, и др. Западно крило зграде такође садржи музеј науке, Палата открића.
Било је то место одржавања Светског првенства у мачевању 2010. године.
За изложбу Монумента 2011. (од 11. маја до 23. јуна), вајар Аниш Капур добио је задатак да створи привремену инсталацију специфичну за затворени простор, Левијатан, огромну (око 775 000 квадратних стопа) структуру која је испуњавала половину главне изложбене дворане Велике палате.
Коришћена је током завршне фазе трке Тур де Франс 2017. године, као део промоције понуде за Летње олимпијске игре у Паризу 2024. године. Бициклисти су возили кроз Палату на путу до Јелисејских поља. Пошто су Паризу једногласно додељене Игре 2024, Палата ће се користити за такмичења у мачевању и теквондоу.